# Place publique (parti politique)
Pour les articles homonymes, voir PP et Place publique.
Place publique (PP) est un parti politique français écologiste et proeuropéen lancé fin 2018 par plusieurs personnalités, dont Raphaël Glucksmann, qui copréside le parti avec Aurore Lalucq.
Le parti obtient deux sièges aux élections européennes de 2019 grâce à une liste commune avec le Parti socialiste, ce qui cause une vague de défections au sein de Place publique. Cette union de liste est renouvelée pour les élections européennes de 2024 et offre trois sièges à Place publique. Le parti participe au Nouveau Front populaire pendant les élections législatives anticipées de 2024 où il obtient un député, l'ancien ministre de la Santé Aurélien Rousseau.

## Historique

### Création
Le mouvement est déclaré le 10 août 2018.
Le 29 octobre 2018, l'essayiste Raphaël Glucksmann, l'économiste Thomas Porcher, l'homme politique Jo Spiegel, Diana Filippova et la militante écologiste Claire Nouvian annoncent la création de Place publique, « mouvement politique 100 % société civile » en vue de rassembler la gauche proeuropéenne sympathisante d'Europe Écologie Les Verts (EÉLV) en passant par le Parti socialiste (PS), le Parti communiste (PCF) et Génération.s. Leur démarche se veut alternative à la ligne défendue par La France insoumise bien que Thomas Porcher a affirmé que le mouvement ne s'inscrivait pas contre Jean-Luc Mélenchon.
Les fondateurs du mouvement sont Judith Aquien, Nayla Ajaltouni, Farid Benlagha, Saïd Benmouffok, Charles Braine, Pierre-Natnaël Bussière, Lucas Chancel, Vincent Carry, Olivier Dubuquoy (en), Diana Filippova, Raphaël Glucksmann, Aziliz Gouez, Caroline Kamal, Jérôme Karsenti, Thierry Kuhn, Dan Lert, Claire Nouvian, Thomas Porcher, Jo Spiegel, Rui Wang et André Zajid.
Le 6 novembre 2018, Raphaël Glucksmann et plusieurs personnalités publient un manifeste qui « acte la naissance d'un mouvement qui a vocation à se structurer sur tout le territoire français et au-delà, à travers l'Europe, à multiplier les réunions publiques, à contrer les lobbies et à bouleverser le champ politique. »

### Élections européennes de 2019
Leurs réunions de travail pour une liste commune aux élections européennes de 2019 sont délaissées par les autres partis : EÉLV ne s'y rend jamais ; le PCF et Génération.s mettent rapidement un terme à leur participation. Selon plusieurs médias, seul le PS semble véritablement intéressé par l'initiative de Place publique,.

Dans un communiqué publié fin janvier 2019, Raphaël Glucksmann lance un ultimatum à EÉLV, à Génération.s et au PS pour mettre en place une liste unitaire pour les élections européennes, autour de plusieurs combats communs : 

« Le risque est grand de n'avoir au Parlement européen aucun élu pour porter nos idées. »

Le même mois, le parti revendique 25 000 sympathisants et plus de 1 000 adhérents à jour de cotisation en avril 2019.
Le 16 mars 2019, Place publique annonce présenter une liste transpartisane aux élections européennes, avec Raphaël Glucksmann en tête et les partis Nouvelle Donne, les radicaux de gauche, l'Union des démocrates et des écologistes, Cap21 et le Parti socialiste.
Le 26 mai 2019, la liste « Envie d'Europe » décroche 6,19 % des suffrages et permet à Place publique d'obtenir ses premiers élus européens ainsi que de maintenir la présence du Parti socialiste au Parlement européen.
Place publique demande à l'ensemble de ses candidats à la députation européenne de s'engager à exercer leur mandat avec « courage, probité et intransigeance éthique » et souscrire aux exigences comportementales et déontologiques détaillées dans une charte éthique.

### Défections de cofondateurs du parti
Plusieurs cofondateurs de Place publique quittent le parti avant les élections européennes.
Le 16 mars 2019, Thomas Porcher, en désaccord avec la ligne du mouvement, quitte le parti en dénonçant une « liste d'apparatchiks, pas de citoyens » qui n'a pas atteint ses objectifs de « rassembler du PS à La France insoumise ». M. Porcher, laisse entendre qu’une association avec le PS est contraire à la promesse initiale du mouvement : mettre les citoyens « au cœur des institutions ».
Le 25 mars 2019, Farid Benlagha quitte le parti et publie une lettre ouverte à Raphaël Glucksmann où il regrette la décision initiale de Raphaël Glucksmann de rester à l'écart du mouvement des Gilets jaunes. Selon lui, les principaux cadres du parti sont « d'anciens militants socialistes [...] de centre gauche ». Cette lettre, très critiquée, fait l'objet d'un droit de réponse dans L'Obs le 26 mars. « Raphaël Glucksmann est allé à la rencontre des Gilets jaunes, sur les péages et les ronds-points. Il a encouragé tous les membres de Place publique à faire de même. Dans nos échanges, il a répété que ce mouvement confirmait l’urgence de relier la question écologique et la question sociale. Et lorsque l’attention médiatique s’est déportée sur les violences qui ont émaillé les mobilisations, Raphaël Glucksmann a fermement dénoncé l’amalgame entre des manifestants pacifiques et des casseurs. » Lucas Chancel annonce aussi quitter le mouvement au motif qu’« en ayant choisi un camp plutôt qu’un autre, Place publique ne peut plus se positionner en médiateur » pour une union de la gauche aux prochaines élections.
Peu de temps après les élections européennes, au début de l'été 2019, Claire Nouvian démissionne du comité exécutif. Par la suite, elle quitte le parti. Elle explique les raisons de son départ à l'antenne de France Inter : « On a envoyé des députés tout à fait corrects au Parlement, donc il n'y a pas de problème de ce point de vue-là. [...] Il y a des gens formidables, mais ce ne sont pas les gens formidables qui gagnent en politique, ce sont plutôt les gens qui ne sont pas formidables du tout. ».

### Élections européennes et législatives de 2024
En 2023, Raphaël Glucksmann déclare le 13 septembre sa candidature aux élections européennes, en principe avec le PS, qui n'a pas encore choisi sa tête de liste ; l’essayiste rappelle l’existence cette fois d’« oppositions de fond » avec les communistes et les insoumis par rapport à 2019, notamment sur la question de l'Ukraine et de l'Europe de la défense,. Le 5 octobre, les militants du PS votent à plus de 90 % pour une liste socialiste autonome, actant définitivement l'absence de liste commune aux partis de la NUPES. Raphaël Glucksmann est finalement désigné tête de liste par le PS le 31 janvier.
À la suite de l'élection, le parti gagne un troisième eurodéputé, Thomas Pellerin-Carlin, en plus de ses deux autres eurodéputés réélus, Aurore Lalucq et Raphaël Glucksmann.
Le parti se rallie au Nouveau Front populaire en vue des élections législatives anticipées de 2024 et réussit à faire élire Aurélien Rousseau, ancien Ministre de la Santé et de la Prévention et directeur de cabinet d'Elisabeth Borne, nouvellement rallié, il est élu dans la 7e circonscription des Yvelines.
En décembre 2024, la coréférente des Jeunes Place Publique annonce qu'elle quitte le parti pour rejoindre Génération.s critiquant le manque de bonne volonté du parti durant les négociations du Nouveau Front Populaire et le leadership de Raphaël Glucksmann.

### Congrès de 2025
En mars 2025 le parti tient son congrès afin de renforcer son organisation dans la perspective des prochaines échéances, les élections municipales de 2026 et la présidentielle de 2027, et afin d'adopter de nouveaux statuts pour s'adapter à l'afflux des militants, le parti revendiquant désormais 11 000 adhérents. Raphaël Glucksmann et Aurore Lalucq, seuls candidats, sont réélus co-présidents du parti et les nouveaux statuts adoptés à 93%. Certains militants ont toutefois critiqué le manque de démocratie interne au sein de l'organisation et le leadership des deux co-présidents ainsi que le processus de réécriture des statuts jugés « opaque ». La direction sortante, s'est elle, félicitée de ce processus démocratique et des statuts salués par les militants.

## Positionnement
Ses membres fondateurs ainsi que le mouvement sont situés à gauche par les médias dès sa fondation,, bien que certains se demandent si la volonté affichée d'agglomérer les différences tendances de la gauche française et la société civile ne remplace pas un vide idéologique et s'interrogent sur les engagements politiques passés de Raphaël Glucksmann, un de ses fondateurs et co-présidents,.
Place publique s'articule autour de quatre urgences : « écologique, démocratique, sociale et européenne ». Le mouvement est proeuropéen et défend l'élargissement de l'Union européenne, notamment à l'Ukraine, ainsi qu'une extension des compétences du parlement européen,. Il souhaite que le logiciel social-écologiste renouvelle la social-démocratie au sein de la gauche française,.

### Scrutins
Place publique, alliée avec le Parti socialiste, Nouvelle Donne et le Parti radical de gauche, présente aux élections européennes de 2019 en France une liste commune qui recueille 6,19 % des suffrages ; ce résultat permet à Place publique d'obtenir ses premiers élus européens et au Parti socialiste de maintenir sa présence au Parlement européen (cf. supra et infra).
Pour l'élection présidentielle de 2022, après un vote interne, « les adhérent.es de Place publique se sont prononcés pour un non-soutien [du] parti à une candidature spécifique »,. Les adhérents sont libres de se mobiliser pour le candidat de leur souhait à titre individuel.
Aux élections législatives de 2022, bien qu'ayant de nombreuses différences de fond, le parti choisit de soutenir l’initiative d'union portée par la NUPES et retire ses candidats dans les circonscriptions dites « gagnables ».
Aux élections européennes de 2024, Place publique et le Parti socialiste s'associent de nouveau dans une liste nommée « Réveiller l'Europe ». La liste arrive en troisième position derrière les listes du Rassemblement National et de Renaissance, et recueille 13,83% des voix. 

## Élus locaux et ralliements
Jo Spiegel, maire de Kingersheim (Haut-Rhin) de 1989 à 2020, est l'un des fondateurs et actuel coprésident du mouvement.
Le 7 novembre 2018, le député Jean-Michel Clément (ex-PS, ex-LREM) rejoint le mouvement.
Le mouvement est également rejoint le 16 novembre 2018 par deux conseillers régionaux de Nouvelle-Aquitaine jusque-là membres du PS : Pascal Duforestel (Deux-Sèvres) et Benoît Tirant (Vienne).
Plus de cent élus locaux de gauche, essentiellement socialistes et quelques écologistes, mais aussi des membres de Génération.s, et des sans étiquette, appellent à l'union « en vue des élections européennes » dans une tribune publiée jeudi 29 novembre sur France info et sur le site du Monde. Cette tribune est intitulée « Rassemblons-nous sur la Place publique pour que nos solutions locales changent d’échelle ! ».
Le 18 mars 2019, le mouvement est rejoint par Aurore Lalucq qui était jusqu'alors membre de Génération.s.
Aux élections municipales de 2020, Hervé Guihard, membre du mouvement et à la tête d'une liste d'union de la gauche, l’emporte à Saint-Brieuc (Côtes-d'Armor) en recueillant 59,9 % des suffrages au second tour.
Le 12 juillet 2024, le sénateur Bernard Jomier annonce avoir rejoint Place publique.
Le 23 juin 2025, à la suite de la publication du projet politique du parti, le député Sacha Houlié, qui avait pris ses distances avec Renaissance après les législatives, annonce rejoindre Place publique.

### Conseillers régionaux
Lors des élections régionales de 2021, 9 conseillers régionaux encarté Place publique sont élus :

#### Normandie
- Quentin Lagallarde, conseiller municipal de Cherbourg-en-Cotentin.

#### Nouvelle-Aquitaine
- Sandrine Hernandez, conseillère municipale de Saint-André-de-Cubzac ;
- Virginie Lebraud, maire de Chirac ;
- Joëlle Marie-Reine ;
- Benoit Tirant ;
- Yves Trousselle.

#### Occitanie
- Laurence François ;
- Olivier Romero-Gayo.

#### Pays de la Loire
- Céline Veron, conseillère municipale d'Angers.

### Conseillers départementaux
À la suite des élections départementales de 2021, 3 conseillers départementaux membre du parti sont élus :

#### Charente-Maritime
- Brigitte Desveaux.

#### Gironde
- Louis Cavaleiro, maire d'Étauliers.

#### Haute-Garonne
- Aurélien Taravella.

## Résultats électoraux

### Élections législatives
| Année | Premier tour | Premier tour | Deuxième tour | Deuxième tour | Sièges  | Statut              |
| Année | Voix         | %            | Voix          | %             | Sièges  | Statut              |
| ----- | ------------ | ------------ | ------------- | ------------- | ------- | ------------------- |
| 2022  | 9 188        | 0,04         |               |               | 0 / 577 | Extra-parlementaire |
| 2024a | 106 259      | 0,33         | 65 086        | 0,24          | 1 / 577 | Opposition          |

a L'unique député Place Publique (investi par le Nouveau Front populaire dans une circonscription attribuée au Parti socialiste) issu des élections anticipées de 2024 est Aurélien Rousseau, il est élu dans la 7e circonscription des Yvelines.

### Élections européennes
| Année | Voix      | %     | Sièges | Rang | Tête de liste      | Groupe |
| ----- | --------- | ----- | ------ | ---- | ------------------ | ------ |
| 2019a | 1 403 170 | 6,19  | 2 / 79 | 6e   | Raphaël Glucksmann | S&D    |
| 2024b | 3 423 683 | 13,83 | 3 / 81 | 3e   | Raphaël Glucksmann | S&D    |

a Liste commune avec le Parti socialiste (3 sièges), Nouvelle Donne (1 siège) et le Parti radical de gauche (0 siège).

b Liste commune avec le Parti socialiste (10 sièges). Les 3 eurodéputés Place Publique élus à cette occasion sont Raphaël Glucksmann, Aurore Lalucq et Thomas Pellerin-Carlin.